# Kunal Kohli
Kunal Kohli est un réalisateur et scénariste indien. En 2005, il a reçu le Filmfare Award du meilleur réalisateur pour Hum Tum.

## Carrière
Kunal Kohli présente l'émission Chalo Cinema sur la chaîne Zee TV pendant plusieurs années. Il réalise la série télévisée Trikon avant de rejoindre Yash Raj Films, la société de production de Yash Chopra.
Mujhse Dosti Karoge!, son premier long métrage, n'obtient pas les faveurs du public mais permet cependant d'apprécier le style du réalisateur. Deux ans plus tard Hum Tum, avec Saif Ali Khan et Rani Mukherjee, est un des grands succès de l'année 2004. Kunal Kohli est élu meilleur réalisateur lors de la cérémonie des Filmfare Awards 2005. Avec Fanaa, sorti en 2006, il gagne sa place parmi les réalisateurs les plus en vue du moment.
En parallèle, Kunal Kohli a réalisé quelques clips vidéo, notamment pour Bally Sagoo, Bali Brahmabhatt et Alisha Chinoy.

## Filmographie
- Trikon (série télévisée) - réalisateur, scénariste et monteur
- 2002 : Mujhse Dosti Karoge!, avec Hrithik Roshan, Rani Mukherjee et Kareena Kapoor - réalisateur et scénariste
- 2004 : Hum Tum, avec Rani Mukherjee et Saif Ali Khan - réalisateur et scénariste
- 2006 : Fanaa, avec Aamir Khan, Kajol et Tabu - réalisateur
- 2008 : Thoda Pyaar Thoda Magic, avec Saif Ali Khan, et Rani Mukherjee  - réalisateur